# Русский алюминий
ПАО «Ру́сский алюми́ний» («РУСАЛ») — до марта 2007 года крупнейшая российская алюминиевая компания, третий по величине производитель алюминия в мире (10 % мирового производства металла). Штаб-квартира — в Москве. Полное наименование — Публичное акционерное общество «Русский алюминий». Создана в 2000. В марте 2007 года активы «Русского алюминия» были объединены с активами «Сибирско-уральской алюминиевой компании» и швейцарского сырьевого трейдера Glencore International в крупнейшую в мире алюминиевую компанию «Российский алюминий» (United Company Rusal).

## Собственники, руководство
Центром группы являлась компания Rusal Limited, зарегистрированная в 2005 году на острове Джерси. Её единственный бенефициар — Олег Дерипаска. В свою очередь, Rusal Limited владел четырьмя холдингами, также зарегистрированными в офшорных зонах: глинозёмным — World Wide Alumina, алюминиевым — Aluminium Group, а также тарным и упаковочным. Этим холдингам принадлежали акции заводов «Русала».
Ранее, до 2005 года, 50%-я доля в «Русале» принадлежала структурам Романа Абрамовича.
Генеральным директором компании перед моментом слияния являлся Александр Булыгин (занявший в итоге аналогичный пост в объединённой компании).

## Объединение «Русала» и «СУАЛа»
В конце августа 2006 года акционеры «Русала» и «Сибирско-Уральской алюминиевой компании» (СУАЛ), а также руководители Glencore подписали протокол о намерении объединить активы по производству глинозёма и алюминия, в результате чего должна быть создана крупнейшая в мире алюминиевая компания.
Для объединения «Русал» провёл дополнительную эмиссию акций, которая была оплачена акциями «СУАЛа» и алюминиевого и глинозёмных предприятий, принадлежащих Glencore. В результате объединения Олег Дерипаска, через En+, получил 66 % «United Company Rusal»; акционеры СУАЛа — 22 %; Glencore — 12 %.

## Деятельность
Компания работала в 9 регионах России и 12 странах мира. Общая численность занятых — 47 тыс. человек. Компания владела алюминиевыми заводами в городе Каменск-Уральский, Братске, Красноярске, Новокузнецке и Саяногорске, а также рядом других предприятий в России и за рубежом:
- Уральский алюминиевый завод (УАЗ первый завод компании «СУАЛ», компания «СУАЛ» была зарегистрирована в городе Каменск-Уральский)
- Братский алюминиевый завод
- Красноярский алюминиевый завод
- Новокузнецкий алюминиевый завод
- Саяногорский алюминиевый завод
- Хакасский алюминиевый завод (первый металл выплавлен в декабре 2006 года; окончание строительства намечено на ноябрь 2007 года)

Заводы компании выпускали первичный алюминий, алюминиевые сплавы и полуфабрикаты, фольгу, банки, алюминиевые конструкции и т. д.
Компании «РУСАЛ» принадлежит Николаевский глинозёмный завод, расположенный на Украине.
Также «РУСАЛ» владел 20 % акций компании Queensland Alumina Limited, расположенного в австралийском городе Гладстон, крупнейшего в мире производителя глинозёма, и катодным заводом в китайской провинции Шаньси.
Выручка «РУСАЛа» в 2006 году составила $8,18 млрд (в 2005 году — $6,1 млрд). Чистая прибыль в 2004 году составила $1,06 млрд. В 2005 году компания произвела 3,9 млн т глинозема и 2,7 млн т алюминия.

## Ключевые проекты компании (на конец 2006 года)
- Реализация совместно с РАО «ЕЭС России» проекта по строительству Богучанской ГЭС и алюминиевого завода мощностью 600 тыс. тонн в Красноярском крае.
- Продолжение работ по строительству Рогунской ГЭС.
- Запуск Хакасского алюминиевого завода мощностью 300 тыс. тонн.
- Начало строительных работ по созданию боксито-глиноземного комплекса в рамках проекта «Коми Алюминий».
- Начало работ по расширению мощности глиноземного завода во Фрие, Гвинея.
- Завершение разработки ТЭО строительства алюминиевого завода в Иркутской области и начало строительства.
- Начало работ по расширению добычи бокситов в Гайане в рамках созданного СП.